# 京都神鳴流
- ラブひな > 京都神鳴流
- 魔法先生ネギま! > 京都神鳴流

京都神鳴流（きょうとしんめいりゅう）は、赤松健の漫画、『ラブひな』及び『魔法先生ネギま!』及び『UQ HOLDER!』に登場する架空の剣術『神鳴流』の二系統の派閥の内の一派である。
ここでは『神鳴流』及び二系統の派閥のもう一派である『桃源神鳴流』についても記述する。

## 概要
「神鳴流」とは魔物や怨霊を退治する退魔師の一族に受け継がれる剣の流派。
その発祥は平安時代。怨霊渦巻く京の都で退魔の剣として興ったのが「神鳴流」であり、
そのまま歴史の裏舞台にて人に仇なす悪鬼羅刹、魑魅魍魎と戦い続けたのが「京都神鳴流」、
東に渡り異界門を通って裏火星魔法世界に根を下ろし、一国に匹敵するほどの権勢を得て歴史の表舞台で堂々と剣を振るってきたのが「桃源神鳴流」、別名「裏神鳴流」である。
京都神鳴流は京都に本拠地を置き、古くより、日本にはびこる「魔」を剣で封じ込めてきた。その存在は一般社会には隠匿されており、専ら裏の世界を活躍の場としている。『魔法先生ネギま!』では、神鳴流の使い手は関西呪術協会の呪術師の前衛を務めることが多いとされている。
桃源神鳴流は裏火星魔法世界の「桃源」を本拠地として根を下ろして後、「魔獣」、「竜種」、「悪魔」など様々な人類の敵と戦い続けた。中でも魔法世界において最も厄介な究極の敵は「不死者」であり「"始まりの魔法使い"ヨルダ・バオト」以上の強い力を持った不死者が世界を危機に落とし入れたことは何度もあった。その危機の度に不死者を倒す技術を練磨してきた一族が桃源神鳴流であり、これらの事情からいつしか彼らは「不死狩り」の一族と称する様になっていった。この為、基本的に不死者を敵視しており、南雲士音などのように「不死狩り」を名乗るものは基本、桃源神鳴流の一派の者である。
基本的に鬼をはじめとした図体のデカイ魔物と戦うことから、長大な野太刀を駆使した一刀流の技が多い。対人戦に特化した小太刀を併用した二刀の使い手も登場する。また「神鳴流は武器を選ばず」とされ、デッキブラシなどの棒状である程度のサイズなら氣を使い強化できる他、剣術以外の体術でも攻撃力は落ちない。
宗家は青山家で、神鳴流の技のうち、技名に「弐の太刀」と付く技は宗家ゆかりの者にしか伝承されないという決まりがある。宗家を始めとした一門の剣士ならば10歳にもなれば「岩石・鉄骨を斬る」と言われる剣術チートの集団。

## 使い手
『ラブひな』では、使い手として青山素子と青山鶴子が登場する。また正式な使い手ではないが、第13巻で浦島景太郎が「斬岩剣」を披露している。
『魔法先生ネギま!』では、使い手として桜咲刹那、月詠、葛葉刀子、近衛詠春、クルト・ゲーデルが登場する。他にも、28巻で、ジャック・ラカンが、斬魔剣・弐の太刀を使用している。
『UQ HOLDER!』では、使い手として時坂九郎丸、近衛勇魚、祝月詠、南雲士音、檜田斬九朗、武陵玄真、時坂鬼郎丸が登場する。

## 技
斬岩剣（ざんがんけん）
神鳴流奥義。上段の構えから剣先に気を集中させて、一気に刀を振り下ろす。岩を両断する破壊力を誇る。
黒刀斬岩剣（こくとうざんがんけん）
『魔法先生ネギま!』で登場する派生技。妖刀ひなを使った「斬岩剣」。
斬岩剣七連 倍速
『UQ HOLDER!』で登場する派生技。時坂九郎丸が使用した技で、高速で斬岩剣の7連撃を繰り出し、「倍速！」で更に14連撃、計21連撃を繰り出す連撃技。
斬岩剣 弐の太刀（ざんがんけん にのたち）
神鳴流奥義。周囲の空気の流れを感じ取りながら、刀を通して己の気を一気に放出し、前面にいる人間を傷つけずに背後の対象物を斬る。
斬魔剣（ざんまけん）
神鳴流奥義。霊体を滅ぼす。
斬魔剣 弐の太刀（ざんまけん にのたち）
神鳴流奥義。己の気によって、前面にいる人間を傷つけずに背後の魔を断つ。魔を祓う神鳴流の真骨頂とも言える技。『魔法先生ネギま！』において魔法障壁をすり抜けて術者を攻撃する事が可能なのが判明した。
斬魔剣 弐の太刀 一閃（ざんまけん にのたち いっせん）
『ラブひな』で登場する派生技。
斬魔剣 弐の太刀 百花繚乱（ざんまけん にのたち ひゃっかりょうらん）
『魔法先生ネギま!』で登場する派生技。「斬魔剣 弐の太刀」を連続で放つ。
斬鉄閃（ざんてつせん）
神鳴流奥義。気を刀身から螺旋状に飛ばして攻撃する。
二刀連撃斬鉄閃（にとうれんげきざんてつせん）
『魔法先生ネギま!』で登場する派生技。二本の刀で「斬鉄閃」を連続で放つ。
斬空閃（ざんくうせん）
神鳴流秘剣。遠距離の敵に対して、刀身から気を飛ばして攻撃する。
弱斬空閃（じゃくざんくうせん）
『ラブひな』で登場する派生技。大怪我をしない程度に威力を加減して放つ「斬空閃」。
斬空閃・改（ざんくうせん・かい）
『ラブひな』で登場する派生技。遠距離の敵に向けて気の弾丸を放つ。
斬空閃 弐の太刀（ざんくうせん にのたち）
遠距離の敵に対して、刀身から「気」を飛ばして攻撃する技。敵との間に障害物があっても、障害物を傷つけずに敵だけを攻撃することができる。
斬光閃（ざんこうせん）
閃光のごとく瞬間的に発生する「気」によって対象物を斬る技。
拡散斬光閃（かくさんざんこうせん）
『ラブひな』で登場する派生技。拡散させた「斬光閃」。
雷鳴剣（らいめいけん）
神鳴流奥義。剣先に電気エネルギーを帯電させながら剣を振り下ろし、落雷のような一撃を放つ。
極大 雷鳴剣（きょくだい らいめいけん）
神鳴流奥義。『魔法先生ネギま!』で登場する派生技。
雷鳴剣 弐の太刀（らいめいけん にのたち）
神鳴流奥義。「雷鳴剣」よりも多くの電気エネルギーを放出させ、破壊力を増した技。
雷光剣（らいこうけん）
剣先に電気エネルギーを帯電させながら剣を振り下ろし、広範囲を破壊する。
真・雷光剣（しん・らいこうけん）
神鳴流決戦奥義。剣先に電気エネルギーを帯電させた状態で剣を振り下ろし、電気エネルギーを爆発させることで広範囲を破壊する。
百花繚乱（ひゃっかりょうらん）
神鳴流秘剣。周囲の花びらが一斉に舞い上がるほどの強烈な気を放つ。
百花繚乱MAX（ひゃっかりょうらんマックス）
『ラブひな』で登場する派生技。出力を最大値まで上げて放った「百花繚乱」。
風塵乱舞（ふうじんらんぶ）
神鳴流秘剣。気を送り込んだ複数の物体を同時に投げる手裏剣技。
五月雨斬り（さみだれぎり）
神鳴流秘剣。手首の速い返しによって、物体を一瞬で切り刻む。
一瞬千撃・弐刀黒刀五月雨斬り（いっしゅんせんげき・にとうこくとうさみだれぎり）
『魔法先生ネギま!』で登場する派生技。
飛燕抜刀霞斬り（ひえんばっとうかすみぎり）
神鳴流秘剣。二刀を瞬時に複数回振り下ろし、物体をバラバラにする。
竜破斬（りゅうはざん）
竜を倒すほどの威力がある技。
百烈桜華斬（ひゃくれつおうかざん）
神鳴流奥義。円を描くように剣を振って、複数の敵を一度に斬る。
滅殺斬空斬魔閃（めっさつざんくうざんません）
神鳴流奥義。剣先から放たれるエネルギーによって、周囲の物を消滅させる。
紅蓮拳（ぐれんけん）
拳に気を乗せて殴る技。
斬空掌（ざんくうしょう）
掌に気を集め、弾丸のように放出する技。
斬空掌散（ざんくうしょうさん）
神鳴流裏八式。自然界の気を手の先に集め、複数に分けて弾丸のように放出する。
斬魔掌 弐の太刀（ざんましょう にのたち）
神鳴流裏七八式。手の先に気を集めて剣とし、相手を斬る。
桜楼月華（おうろうげっか）
掌に気を集め、相手の攻撃を受けながら攻撃する。
浮雲・旋一閃（うきぐも・つむじいっせん）
投げ技。相手の肩を掴んで引き込みながら足を絡め、空中で前方回転してから地面に叩き付ける。
浮雲・桜散華（うきぐも・さくらさんか）
投げ技。相手の頭を両足で挟み、後方に数度宙返りしてから地面に叩き付ける。
烈蹴斬 弐の太刀（れっしゅうざん にのたち）
足に気を乗せた状態で放つ蹴り技。
四天結界独鈷錬殻（してんけっかいどっこれんかく）
神鳴流対魔戦術絶待防御。独鈷を4つ使って正四面体の結界を展開する。
告白剣（こくはくけん）
青山素子独自の技。右手に妖刀ひな、左手に浦島景太郎からプレゼントされたシャープペンシルを持ち、景太郎への想いを叫びつつ放った技。
昇銀竜千輪菊光露（のぼりぎんりゅうせんりんぎくこうろ）
「UQ HOLDER!」より。時坂九郎丸が使用した技で上空に飛ばした氣弾が花火の様に爆ぜると言うモノ。神鳴流に伝わる宴会芸だが、作中では信号弾の代わりに使われた。
剣風華爆焔壁(けんふうかばくえんへき)
「UQ HOLDER!」より。納刀した状態から炎のエネルギーを纏わせた燃える刀を居合斬りの形で振り抜き、前方の広範囲を焼き尽くす。
稲交尾籠 くくり方陣（いなつるびのかたま くくりほうじん)
「UQ HOLDER!」より。設置した方陣より大量のエネルギー状の帯を発生させて対象となった敵を縛り上げ、拘束する封印術。
桜花乱舞（おうからんぶ)
「UQ HOLDER!」より。近衛勇魚が使用した神鳴流奥義で、つばぜり合いの状態から一気に相手を弾き飛ばす。
地裂四鬼払い(ちれつしきばらい)
「UQ HOLDER!」より。地面に刀を突き刺して大地に気を送り込み、地を伝わらせて遠距離の離れた地面から爆発的に気を噴出させ、離れた場所にいる大量の敵を一気に吹き飛ばす技。
我流新奥義 千雷剣(がりゅうしんおうぎ せんらいけん)
「UQ HOLDER!」より。時坂九郎丸が独自に開発したオリジナル技。雷系最強魔法『千の雷』の力を刀に下ろし、力を集中させた渾身の一刀を真・雷光剣の如く対象に叩きつけ炸裂させる。我流とは言いつつも「神鳴流 我流新奥義！」の掛け声とともに放つ技であり、あくまで「神鳴流」の枠組みの中で独自開発した技という位置付けである模様。
不死祓い(ふしばらい)
「UQ HOLDER!」より。"不死狩り"裏神鳴流にあっても秘奥に達したものにしか放てない秘技。「不死」という概念を斬る呪いの斬撃で、この技を食らった不死者は斬られた部分の不死性が阻害され、再生が出来なくなる。
不死祓い 禍津火神（ふしばらい まがつひのかみ）
「UQ HOLDER!」で登場する派生技。武陵家当主:武陵玄真が使用した技で、地面を薙ぎ払う様に斬りつけて遠距離まで地を這って進む不死祓いの性質を持った気の斬撃を放ち、これに触れたものを切断する。